# جاوو
جاوو هي مدينة، وبلدية في البرازيل، تتبع ساو باولو، بلغ عدد سكانها 112٬104  نسمة، في 2000، تبلغ مساحتها 687٫103 كيلومتر مربع.

## الموقع
تشترك في الحدود مع:
- Bocaina [الإنجليزية]‏
- Barra Bonita, São Paulo [الإنجليزية]‏.

## أعلام
- دانيال موراليس
- أنجليو سورماني
- إيفان أباريسيدو مارتينز
- أليكس أفونسو
- أندريه لويس لايت
- جواو ريبيرو دي باروس